# جولي آن هادوك
جولي آن هادوك (بالإنجليزية: Julie Anne Haddock)‏ هي ممثلة أمريكية، ولدت في 3 أبريل 1965 في لوس أنجلوس في الولايات المتحدة.

## وصلات خارجية
- جولي آن هادوك على موقع IMDb (الإنجليزية)
- جولي آن هادوك على موقع تيرنر كلاسيك موفيز (الإنجليزية)
- جولي آن هادوك على موقع قاعدة بيانات الفيلم (الإنجليزية)